# Nava Mau
Nava Mau (Cidade do México, 14 de maio de 1992) é uma cineasta, atriz, roteirista, produtora e ativista pelos direitos trans mexicana e norte-americana. Conhecida por interpretar Teri na série britânica da Netflix Baby Reindeer, que lhe rendeu uma indicação ao Emmy Awards de melhor atriz coadjuvante em minissérie ou telefilme, e por seu papel como Ana na comédia Generation da HBO Max.

## Nascimento e educação
Nava Mau nasceu na Cidade do México em 14 de maio de 1992, filha de uma conselheira e um pai contador. Foi criada em San Antonio, Texas; e Oakland, Califórnia. Mau possui um diploma de Bacharel em Linguística e Ciência Cognitiva pela Pomona College.

## Carreira
A carreira inicial de Mau envolveu trabalhar como assistente jurídica com sobreviventes imigrantes de violência. Em seguida, ela trabalhou como conselheira e assessora, além de realizar trabalhos de defesa para sobreviventes LGBTQ de violência e dos direitos da comunidade.
Em 2019, ela foi a atriz principal, diretora e produtora de Waking Hour. No filme, Mau interpretou Sofia, uma jovem transgênero que conhece Isaac, um homem cisgênero, com quem sente uma potencial conexão romântica em uma festa. A personagem de Mau precisa equilibrar seu desejo de ser íntima de alguém com seu próprio senso de segurança pessoal.
Em 2020, foi escolhida como parceira de produção para o documentário da Netflix, Disclosure, e trabalhou como produtora no curta-metragem Work, que estreou no Sundance. Mau também produziu os curtas Sam's Town e Lovebites.
Em 2021, ela estrelou na série Generation da HBO Max como parte do elenco principal. Ela interpretou o papel de Ana, a tia de um dos principais personagens adolescentes da série.
Em 2024, Mau estrelou na série da Netflix Baby Reindeer como Teri, a namorada do protagonista Donny Dunn. A série, que começou como uma peça teatral no Festival Fringe de Edimburgo, teve sete episódios e recebeu aclamação crítica. Ao falar sobre seu papel em Baby Reindeer, Mau comentou:
Me pareceu muito importante mostrar às pessoas que mulheres trans existem na vida real e que se relacionam com pessoas reais.

## Vida pessoal
Mau é uma mulher trans e interpretou personagens trans na maioria das produções em que trabalhou até hoje. Também possui nacionalidade norte-americana.

## Filmografia

### Cinema
| Ano  | Título                             | Papel   | Notas                                   |
| ---- | ---------------------------------- | ------- | --------------------------------------- |
| 2019 | Waking Hour                        | Sofia   | Atriz, produtora, roteirista e diretora |
| 2024 | Femenina                           | Nina    |                                         |
| 2020 | Sam's Town                         | Natasha | Atriz e produtora                       |
| 2020 | Lovebites                          |         | Produtora                               |
| 2020 | Disclosure: Ser trans en Hollywood |         | Assistente de produção                  |
| 2022 | Work                               | Lola    | Curta-metragem                          |

### Televisão
| Ano  | Título        | Papel         | Notas                          |
| ---- | ------------- | ------------- | ------------------------------ |
| 2021 | Generation    | Ana           | Elenco principal; 16 episódios |
| 2024 | Baby Reindeer | Teresa "Teri" | Elenco principal; 7            |

## Prêmios
Nava foi premiada com o NewFest Audience Award e o Prêmio YoSoy da Hispanic Heritage Foundation pelo seu trabalho no cinema.